# Phúc Thọ Lâm Hà
Phúc Thọ là một xã thuộc huyện Lâm Hà, tỉnh Lâm Đồng, Việt Nam.

## Địa lý
Xã Phúc Thọ có diện tích 106,01 km², dân số năm 2022 là 8.930 người, mật độ dân số đạt 84 người/km².

## Lịch sử
Ngày 24 tháng 10 năm 1987, Hội đồng Bộ trưởng ban hành Quyết định số 157-HĐBT về việc:
- Thành lập xã Phúc Thọ thuộc huyện Đức Trọng trên cơ sở vùng kinh tế mới.
- Chuyển xã Phúc Thọ thuộc huyện Đức Trọng về huyện Lâm Hà mới thành lập quản lý.

Ngày 21 tháng 1 năm 2020, HĐND tỉnh Lâm Đồng ban hành Nghị quyết số 166/NQ-HĐND về việc:
- Sáp nhập một phần thôn Phúc Thịnh vào thôn Phúc Hưng.
- Sáp nhập phần còn lại của thôn Phúc Thịnh vào thôn Phúc Tân.
- Sáp nhập một phần thôn Phúc Tân vào thôn Phúc Thanh.
- Sáp nhập một phần thôn Phúc Hòa vào thôn Phúc Cát.
- Sáp nhập phần còn lại của thôn Phúc Hòa vào thôn Lâm Bô.